# Анапанасаті

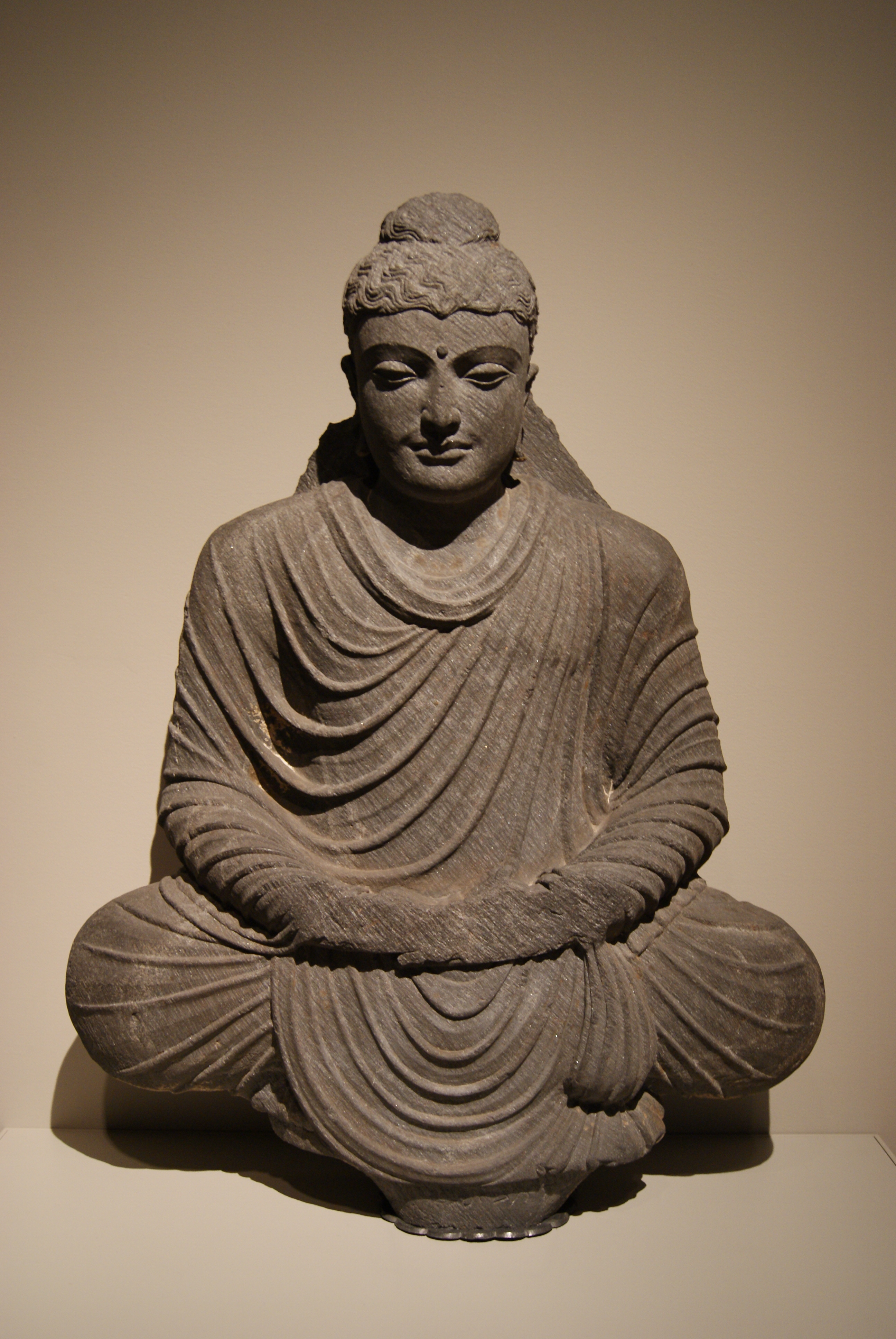
Статуя Будди, що виконує анапанасаті

Анапанасаті (палі; санскрит ānāpānasmṛti, що означає «уважність до дихання»; «саті» означає уважність; «ānāpāna» стосується вдиху та видиху, утримуючи увагу на диханні) — це типова форма буддійської медитації, яку приписують Гаутамі Будді та описують у кількох суттах, особливо в Сутті Анапанасаті (МН 118).

## Споглядання тілесних явищ
Сутта Анапанасаті приписує усвідомлення до вдиху та видиху як елемент усвідомлення тіла та рекомендує практику усвідомлення дихання як засіб розвитку семи факторів пробудження, що є альтернативним формулюванням або описом процесу дх’яни: саті (уважність), dhamma vicaya (аналіз), viriya (наполегливість), pīti (радісне захоплення), passaddhi (спокій), samadhi ("збирання" свідомості), upekkhā (врівноваженність). Згідно з цією та іншими сутрами, розвиток цих факторів призводить до звільнення (палі: вімутті ; санскрит mokṣa) від дуккхи (страждання) і досягнення ніббани .
Похідні практики анапанасаті є основною медитації в традиціях буддизму Тгеравади, Тяньтай і Чань, а також частиною багатьох програм усвідомленості . За словами Аналайо, як у стародавні, так і в сучасні часи анапанасаті сама по собі, ймовірно, є найпоширенішим буддійським методом споглядання тілесних феноменів. 

## Практика

### Анапанасаті сутта
Практика усвідомлення, описана в Анапанасаті Сутті, полягає в тому, щоб усамітнитись, та просто спостерігати за диханням:  
"Довго вдихаючи, він розуміє: «Я вдихаю довго»; або довго видихаючи, він розуміє: «Я довго видихаю». Або, дихаючи коротко, він розуміє: «Я дихаю коротко»; або коротко видихаючи, він розуміє: «Я видихую коротко». Він навчає себе: «Я вдихатиму, відчуваючи усе тіло». Він привчає себе: «Я видихатиму, відчуваючи усе тіло». Він навчає себе: «Я вдихатиму заспокоюючи тілесні феномени». Він тренується: «Я видихатиму заспокоюючи тілесні феномени»."
Роблячи вдих і видих, медитуючий практикує:
- тренування уваги, направляючи її на один або кількох пунктів із переліку: 
  - тіла в цілому
  - радісного захоплення
  - задоволення
  - самого розуму (свідомості)
  - розумових процесів
- тренування уваги, направляючи її на один або кількох пунктів із переліку: 
  - непостійності
  - безпристрасності
  - згасання
  - полишення
- стабілізації, задоволення та звільнення розуму.

Якщо слідувати цьому шляху і достатньо його розвивати, то, як вважається, він приносить велику користь,  «допомагаючи розвитку усвідомленості як одного з факторів пробудження:
"У будь-якій ситуації монах залишається зосередженим на тілі як такому — завзято, пильно і уважно — відкидаючи жадібність та смуток щодо світу, у такому разі його уважність є стійкою й неперервною. Коли його уважність стабільна і неперервна, тоді уважність стає фактором пробудження. Він її розвиває, і уважність приходить до кульмінації свого розвитку."

### Постканонічний методи
Популярний постканонічний метод, який використовується і сьогодні, включає чотири етапи:
1. повторюваний підрахунок видихів циклами по 10
2. повторюваний підрахунок вдихи циклами по 10
3. зосередження на диханні без підрахунку
4. зосередження лише на місці у тілі, де повітря входить та покидає ніздрі (тобто ніздрі та область верхньої губи).

Традиція Тгеравади приписує підрахунок дихання коментарю Буддхаґґоси до Вішуддхімаґґи , але Абхідхармакоша-каріка Васубандгу також навчає рахунку подихів до десяти. Дг’яна-сутри, засновані на практиках Сарвастівади та перекладені на китайську Ань Шигао, також рекомендують підраховувати дихання та становлять основу практик дзен .  У дг'яна-сутрах воно організовано у вчення під назвою «шість аспектів» або «шість засобів».

### Сучасні джерела
За словами Джона Данна, щоб практика була успішною, потрібно присвятити практику та визначити мету сеансу медитації.  За словами Філіпа Капло, у практиці дзен можна обирати практику анапанасаті сидячи, стоячи, лежачи чи ходячи, або чергувати медитацію сидячи, стоячи, лежачи та ходячи.  Потім можна зосередитися на диханні, що йде через ніс: тиску в ніздрях при кожному вдиху та відчутті дихання, що рухається вздовж верхньої губи при кожному видиху.  В інших випадках практикуючим рекомендується звертати увагу на дихання в тандені, точці трохи нижче пупка і під поверхнею тіла.  Практикуючі можуть обрати підрахунок кожного вдиху, «1, 2, 3,...» і так далі, до 10, а потім знову починати з 1. Крім того, люди іноді рахують видихи «1, 2, 3,...» чи одночасно вдихи і видихи.  Якщо рахунок втрачено, то слід починати спочатку.
Тип практики, рекомендований у «Трьох стовпах дзен », полягає в тому, щоб деякий час рахувати «1, 2, 3,...» на вдиху, потім, зрештою, переключитися на рахунок на видиху, а потім, зрештою, коли ви маєте більш послідовний успіх у відстеженні рахунку, почати звертати увагу на дихання без підрахунку. Є практики, які все життя рахують дихання.  Студентам-початківцям часто радять проводити коротку щоденну практику приблизно 10-15 хвилин на день. Крім того, вчитель чи свого роду інструктор часто вважається необхідою підтримкою буддійської практики, так само, як санґха, тобто спільнота буддистів.
Коли хтось відволікається від дихання, що трапляється як з початківцями, так і з досвідченими практикуючими, через думку чи щось інше, тоді людина просто повертає свою увагу назад до дихання. Філіп Ґолдін сказав, що важливе «навчання» відбувається в той момент, коли практикуючі вертають свою увагу на об’єкт концентрації, дихання. 

### Дихання активне, дихання пасивне
Анапанасаті найчастіше практикується з концентрацією уваги на диханні, без будь-яких зусиль впливати на сам процес дихання.
У горловому співі, поширеному серед буддистських ченців Тибету та Монголії , довгий і повільний видих під час співу є ядром практики. Звук співу також служить для зосередження розуму на однонаправленій концентрації самадхі, тоді як відчуття власного «Я» розчиняється, коли свідомість поглинається царством чистого звуку.
У деяких японських медитаціях дзен акцент робиться на підтримці «сили в області живота»  (дантянь або «танден») і повільному глибокому диханні під час тривалого видиху, знову ж таки, щоб сприяти досягненню психічного стану однонаправленої концентрації. Існує також «бамбуковий метод», під час якого вдих і видих робиться поетапно, ніби проводячи рукою по стеблу бамбука. 
Пранаяма, або йогічний контроль дихання, дуже популярна у традиційних і сучасних формах йоги.

### Науково доведені переваги
Практика зосередження уваги змінює мозок таким чином, що ця здатність покращується з плином часу; мозок як наслідок медитації.  Медитацію можна розглядати як форму ментального тренування, подібно до навчання їзді на велосипеді чи грі на піаніно.
Медитатори, які мають досвід медитації зосередженої уваги (anapanasati – це тип медитації зосередженої уваги), показали зниження звичного реагування на 20-хвилинний тест Струпа, що, як припустив Річард Девідсон та його колеги, може ілюструвати зменшення емоційно реактивної поведінки та автоматизму реагування.  Науково доведено, що анапанасаті покращує зв’язки у мозку. 

## У традиції Тхеравади

### Абгідгамма
Література Абгідгамми розрізняє шістнадцять стадій – або типів споглядання анапанасаті . Вони поділяються на чотири тетради (тобто набори або групи з чотирьох). Перші чотири кроки включають зосередження свідомості на диханні, яке є «умовою тіла» ( палі : kāya-sankhāra ). Друга тетрада передбачає зосередження на почуттях ( vedanā ), які є «умовами розуму» ( палі : citta-sankhāra ). Третя тетрада передбачає зосередження на самому розумі (палі: citta), а четверта — на «психічних якостях» (палі: дхамма). (Порівняйте правильну уважність і сатіпаттхану.)
Будь-яка сесія медитації анапанасаті має проходити через етапи, починаючи з першого, незалежно від того, чи виконав практикуючий усі етапи в попередній сесії, чи ні.[джерело?]
| Сатіпаттхана            | Ānāpānasati                               | Тетради          |
| ----------------------- | ----------------------------------------- | ---------------- |
| 1. Споглядання тіла     | 1. Довге дихання (усвідомлення дихання)   | Перша тетрада    |
|                         | 2. Коротке дихання (усвідомлення дихання) | Перша тетрада    |
|                         | 3. Переживання всього тіла                | Перша тетрада    |
|                         | 4. Заспокоєння тілесних явищ              | Перша тетрада    |
| 2. Споглядання почуттів | 5. Переживання захоплення                 | Друга тетрада    |
|                         | 6. Переживання блаженства                 | Друга тетрада    |
|                         | 7. Переживання розумової діяльності       | Друга тетрада    |
|                         | 8. Заспокоєння розумової діяльність       | Друга тетрада    |
| 3. Споглядання розуму   | 9. Відчуття самого розуму (свідомості)    | Третя тетрада    |
|                         | 10. Втішання (радування) розуму           | Третя тетрада    |
|                         | 11. Центрування розуму в самадгі          | Третя тетрада    |
|                         | 12. Звільнення розуму                     | Третя тетрада    |
| 4. Споглядання Дхамм    | 13. Споглядання непостійності             | Четверта тетрада |
|                         | 14. Споглядання процесу вгасання жаги     | Четверта тетрада |
|                         | 15. Споглядання припинення                | Четверта тетрада |
|                         | 16. Споглядання зречення                  | Четверта тетрада |

### Сучасні інтерпретації
На думку кількох учителів буддизму тхеравади, саме лише анапанасаті призводить до усунення всіх забруднень (кілеса) і, зрештою, до просвітлення . За словами Роджера Бішофа, преподобний Вебу Саядо сказав про анапанасаті: «Це найкоротший шлях до Ніббани, і ним може скористатися кожен. Воно досліджене та відповідає вченням Будди, викладеним у священних писаннях. Це прямий шлях до Ніббани ».
Анапанасаті також можна практикувати з іншими традиційними предметами медитації, включаючи чотири системи відліку  і метта бхавану , як це робиться в сучасному буддизмі Тхеравада.

## В китайській традиції

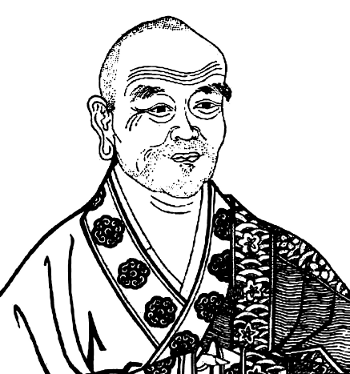
Буддхасінга, монах, який приїхав до Китаю і широко поширював методи анапанасмріті.

У другому столітті буддійський монах Ан Шигао прибув із північно-західної Індії до Китаю і став одним із перших перекладачів буддійських писань китайською мовою. Він переклав версію Анапанасмріті Сутра між 148 і 170 роками нашої ери. Хоча колись вважалося, що він був втрачений,  оригінальний переклад був знову відкритий в Аманосан Конгоджі, Осака, Японія, професором Очіай Тосінорі в 1999 році.   Його коментар, з іншого боку, є значно довшим текстом, ніж той, що з’являється в Екоттара Аґамі, і має назву «Велика Анапанасмріті Сутра» (гл. 大安般守意經) ( Taishō Tripiṭaka 602).
Пізніше Буддасінга, більш відомий як Фотуден (佛圖澄) (231-349 рр. н. е.), прибув із Центральної Азії до Китаю в 310 р. і широко поширював буддизм. Кажуть, що він продемонстрував багато духовних сил і зміг навернути воєначальників у цьому регіоні Китаю до буддизму.  Він добре відомий тим, що навчав методам медитації, а особливо анапанасмріті (санск. варіант анапанасаті). Фотуденг широко навчав анапанасмріті за допомогою методів підрахунку вдихів, щоб заспокоїти дихання, одночасно зосереджуючи розум у стані спокійної медитативної концентрації.  Навчаючи методам медитації, а також доктрині, Фотуденг швидко популяризував буддизм. За словами Нань Хуайцзінь, «Крім усіх своїх теоретичних тлумачень порожнечі та існування, буддизм також запропонував методи справжньої реалізації духовних сил і медитативної концентрації, на які можна покластися. Це причина того, що буддизм почав так активно розвиватися в Китаї з Фотуденом»  .
Оскільки на Схід прибувало більше ченців, таких як Кумараджіва, Дхармананді, Ґаутама Самґхадева та Буддабхадра, переклади медитаційних текстів, які часто навчали різним методам анапанасмріті, які використовувалися в Індії. Вони стали інтегрованими в різноманітні буддійські традиції, а також у небуддійські традиції, такі як даосизм .
У шостому столітті була сформована школа Тяньтай, яка навчала Єдиної Колісниці (санск. Ekayāna ), як засобу досягнення стану Будди, як головний принцип, та трьох форм шамата-віпасани, пов’язаних з медитативними видами порожнечі, тимчасового існування та серединності, як методу культивування реалізації.  Школа Тяньтай наголошує на анапанасмріті відповідно до принципів шаматхи та віпаш'яни. У Китаї розуміння медитації Тяньтай має репутацію найбільш систематичного та всебічного з усіх.  Засновник школи Тяньтай Чжії написав багато коментарів і трактатів про медитацію. З цих текстів найбільш читаними є « Коротка Śamatha-vipaśyanā» Чжії (小止観Xiǎo Zhǐguān ), його «Mahaśamatha Vipaśyanā» (摩訶止観Móhē Zhǐguān ) і його « Шість тонких воріт Дхарми » (六妙法門Liù Miào Fǎmén ).  Чжії класифікує дихання на чотири основні категорії: дихання (喘 «chuǎn»), неквапливе дихання (風 «fēng»), глибоке і тихе дихання (氣 «qì») і нерухомість або спокій (息 «xi»). Чжії вважає, що перші три види дихання є неправильними, тоді як четвертий правильний, і що дихання має досягати нерухомості та спокою.  Преподобний Сюань Хуа, який навчав буддизму Чань та Буддизму Чистої Землі, також навчав, що зовнішнє дихання досягає стану спокою в правильній медитації:
"Практик з достатньою майстерністю не дихає зовнішньо. Що зовнішнє дихання зупинилося, але внутрішнє дихання функціонує. При внутрішньому диханні немає видиху через ніс або рот, але дихають усі пори на тілі. Людина, яка дихає внутрішньо, здається мертвою, але насправді вона не померла. Він не дихає зовні, але внутрішнє дихання ожило."

## В індо-тибетській традиції
У тибетській буддійській лінії анапанасмріті виконується, щоб заспокоїти розум і підготувати його до різноманітних інших практик.
Два з найважливіших філософів Махаяни, Асанґа та Васубандгу, у розділі Шравакабгумі Йогачарабгумі-шастри та Абхідхарма-коші, відповідно, чітко пояснюють, що вони вважають анапанасмріті глибокою практикою, яка веде до віпаш’яни (відповідно до вчень Будди в Сутрі Пітаці).  Однак, як продемонструвала вчений Лія Захлер, «традиції практики, пов’язані з погалядами Васубанду чи Асанги на медитацію на дихання, ймовірно, не були передані до Тибету».  Асанґа співвідносить шістнадцять ступенів анапанасмріті з чотирма смріті упастхани так само, як це робить Анапанасмріті Сутра. Але оскільки він не робить цього чітко, пізніші тибетські коментатори втратили цю думку. 
У результаті найбільша тибетська лінія, Гелуг, розглядала анапанасмріті лише як підготовчу практику, корисну для врегулювання свідомості, але не більше.  Zahler пише:
"Практична традиція, запропонована самою Скарбницею, а також «Основи шраваків» Асанґи, полягає в тому, що уважність до дихання стає основою для індуктивних міркувань на такі теми, як п’ять агрегатів; в результаті таких індуктивних міркувань медитатор просувається шляхами підготовки, бачення та медитації Шраваків. Здається принаймні можливим, що і Васубандху, і Асанга представили свої відповідні версії такого методу, аналогічного, але відмінного від сучасної інсайтної медитації Тхеравади, і що вчені Ґелуґпи не змогли реконструювати його через відсутність традиції практики через велику різницю між цим типом індуктивного медитативного міркування, заснованого на спостереженні, і типами медитативного міркування з використанням наслідків (thal 'gyur, prasaanga) або силогізмів (sbyor ba, prayoga), з якими були знайомі Ґелуґпи. Таким чином, хоча вчені Ґелуґпи дають детальні тлумачення систем медитації на дихання, викладених у текстах Васубанду та Асанґи, вони можуть пояснити вищі стадії медитації на дихання, викладені в цих текстах не повністю. . . здається, що ні автори підручників Ґелукпи, ні сучасні вчені, такі як Латі Рінпоче та Ґендун Лодрьо, не змогли зробити висновок, що перший момент п’ятої стадії системи дихальної медитації Васубанду збігається з досягненням особливого розуміння, і тому, перші чотири стадії мають бути методом культивування особливого виду прозріння."
Цалер продовжує,
"Здається ... що медитативна традиція, яка складається з аналізу, заснованого на спостереженні — індуктивного міркування в рамках медитації — не була передана Тибету; те, що автори Ґелуґпи називають аналітичною медитацією, є силогістичним міркуванням у медитації. Таким чином, Джам’янґ Шайпа не визнає можливості «аналітичної медитації», заснованої на спостереженні, навіть коли він цитує уривки про медитацію на дихання зі «Скарбниці Проявленого Знання» Васубандгу і, особливо, «Основи Шраваків» Асанґи, які, здається, описують це."
Стівен Батчелор, який роками був ченцем у лінії Ґелуґпа, пережив це на власному досвіді. Він пише, що «така систематична практика уважності не збереглася в тибетських традиціях. Лами Ґелуґпа знають про такі методи і можуть вказати на довгі описи усвідомленості у своїх роботах про Абгідгарму, але живе застосування практики в основному втрачено. (Лише в дзоґчен з ідеєю «усвідомлення» [ rig pa ] ми знаходимо щось подібне. ) Для багатьох тибетців сам термін «усвідомленість» (sati мовою палі, перекладене тибетською мовою dran pa ) став розумітися майже виключно як «пам’ять» або «спогад». 
Проте, як зауважив Бетчелор, в інших традиціях, зокрема в Каґ’ю та Ньїнґма, усвідомленість, заснована на практиці анапанасмріті, вважається досить глибоким засобом заспокоєння розуму, щоб підготувати його до вищих практик Дзоґчен та Махамудри . Для Каґ'юпи в контексті махамудри вважається, що анапанасмріті є ідеальним способом переходу медитатора до прийняття самого розуму як об’єкта медитації та створення на цій основі віпаш’яни.  Видатний сучасний майстер Каґ’ю/Н’їнґма Чоґ’ям Трунґпа, повторюючи погляд Каґ’ю Махамудри, писав: «ваше дихання — це найкраще, що ви можете прийти до картини свого розуму. Це в якомусь сенсі портрет вашого розуму... Традиційні рекомендації в лінії медитаторів, які розвинулися в традиції Каґ'ю-Н'їнґма, базуються на ідеї змішування розуму та дихання».  Ґелуґпа допускає, що можна взяти сам розум як об’єкт медитації, однак, як повідомляє Залер, школа Ґелуґпа перешкоджає цьому «тим, що здається ледь прихованою сектантською полемікою проти Великої Повноти [Дзогчен] школи Н'їнґма і медитації Великої Печаті [ mahāmudrā] школи Каґ’ю». 
У тантричній традиції Панчакрами, приписуваній (Ваджраяні) Наґарджуні, підрахунок подихів анапанасмріті вважається достатнім, щоб спровокувати переживання віпаш'яни (хоча це відбувається в контексті «формальної тантричної практики стадії завершення у найвищій йогатантрі»).  

## Міжнародний день Анапанасаті
20 червня багато країн у всьому світі відзначають День Анапанасаті.

### Першоджерела
- Таніссаро Бхікку (пер.) (1995a). Ананда-сутта: до Ананди (про уважність до дихання) ( SN 54.13). Отримано 20 травня 2007 року з «Access to Insight» за адресою: http://www.accesstoinsight.org/tipitaka/sn/sn54/sn54.013.than.html .
- Таніссаро Бхікку (пер.) (1995b). Сатіпаттхана сутта: системи відліку ( MN 10). Отримано 20 травня 2007 року з «Access to Insight» за адресою: http://www.accesstoinsight.org/tipitaka/mn/mn.010.than.html .
- Таніссаро Бхікку (пер.) (1997). Каяґата-саті Сутта: Уважність, занурена в тіло ( MN 119). Отримано 20 травня 2007 року з «Access to Insight» за адресою: http://www.accesstoinsight.org/tipitaka/mn/mn.119.than.html .
- Таніссаро Бхікку (пер.) (2000). Маха-сатіпаттхана сутта: Великі системи відліку ( DN 22). Отримано 20 травня 2007 року з «Доступ до розуміння: читання в буддизмі Тхеравади» на http://www.accesstoinsight.org/tipitaka/dn/dn.22.0.than.html .
- Таніссаро Бхікку (пер.) (2006a). Арітта Сутта: До Арітти (Про уважність до дихання) ( SN 54.6). Отримано 20 травня 2007 року з «Access to Insight» за адресою: http://www.accesstoinsight.org/tipitaka/sn/sn54/sn54.006.than.html .
- Таніссаро Бхікку (пер.) (2006b). Діпа-сутта: Лампа ( SN 54.8). Отримано 20 травня 2007 року з «Access to Insight» за адресою: http://www.accesstoinsight.org/tipitaka/sn/sn54/sn54.008.than.html .

- Уважність та диханням, Буддадаса Бхіккху. Wisdom Publications, Бостон, 1996.ISBN 0-86171-111-4 .
- Подих за подихом Ларрі Розенберга. Shambhala Classics, Бостон, 1998.ISBN 1-59030-136-6 .
- Спокій і проникливість Амадео Соле-Леріс. Шамбала, 1986.ISBN 0-87773-385-6 .
- «Анапанасаті Сутта / Практичний посібник із уважності до дихання та спокійної медитації мудрості» Бханте Вімаларамсі. Фонд Інь Шунь, січень 1999 р.; Перше видання (1999). ASIN: B00183T9XW

## Ланки
- Екоттара Агама 17.1: Сутра Анапанасмріті
- Аналіз Сутти Анапанасаті
- Ānāpānasati, безкоштовна електронна книга Buddhadasa
- Ānāpānasati – Уважність з диханням: Буддадаса розкриває таємниці життя
- Ānāpānasati інструкції від Bhante Vimalaramsi
- Ānāpānasati: стисла інструкція Па Аука Саядо
- Основні інструкції з дихальної медитації Таніссаро Бхіккху
- Уважність до дихання: практичний посібник і переклади, автор Analayo
- Дихай, ти живий, Сутра про повне усвідомлення дихання Тіч Нхат Хань